# Spelmodus
Een spelmodus is een variant in de regels van een computerspel die dicteert hoe een spel loopt. Er wordt in het algemeen onderscheid gemaakt tussen twee typen spelmodi: op basis van interactiepartners en op basis van speldoelen. Onder de eerste categorie vallen termen als singleplayer en multiplayer; onder de tweede modi als deathmatch en capture the flag.

## Spelmodus op basis van interactiepartners

### Singleplayer
In singleplayerspellen is de speler de enige niet-computergestuurde actor. Vaak betekent dit ook dat de speler niet verbonden hoeft te zijn met het internet, al vragen sommige spellen wel om een internetverbinding voor bijvoorbeeld klassementen of digital rights management.

### Multiplayer
Multiplayerspellen zijn games waarin meerdere spelers tegen elkaar spelen. De meest gebruikte implementaties van multiplayer zijn LAN- en internetverbindingen.

#### Co-op
In co-opspellen (afkomstig van "coöperatief") vormen alle menselijke spelers een team. Het is een veelgebruikte subcategorie van multiplayerspellen, die aangeeft dat alle spelers samenwerken binnen het spel.